# 巴黎藍帶廚藝學校
巴黎藍帶廚藝學校（法語：Le Cordon Bleu）是世界最大的廚藝學校，在五大洲有50所分校、學院，每年訓練20000名學生，該學院初級訓練集中在休閒事業管理和廚藝兩大領域。

## 蓝带的历史

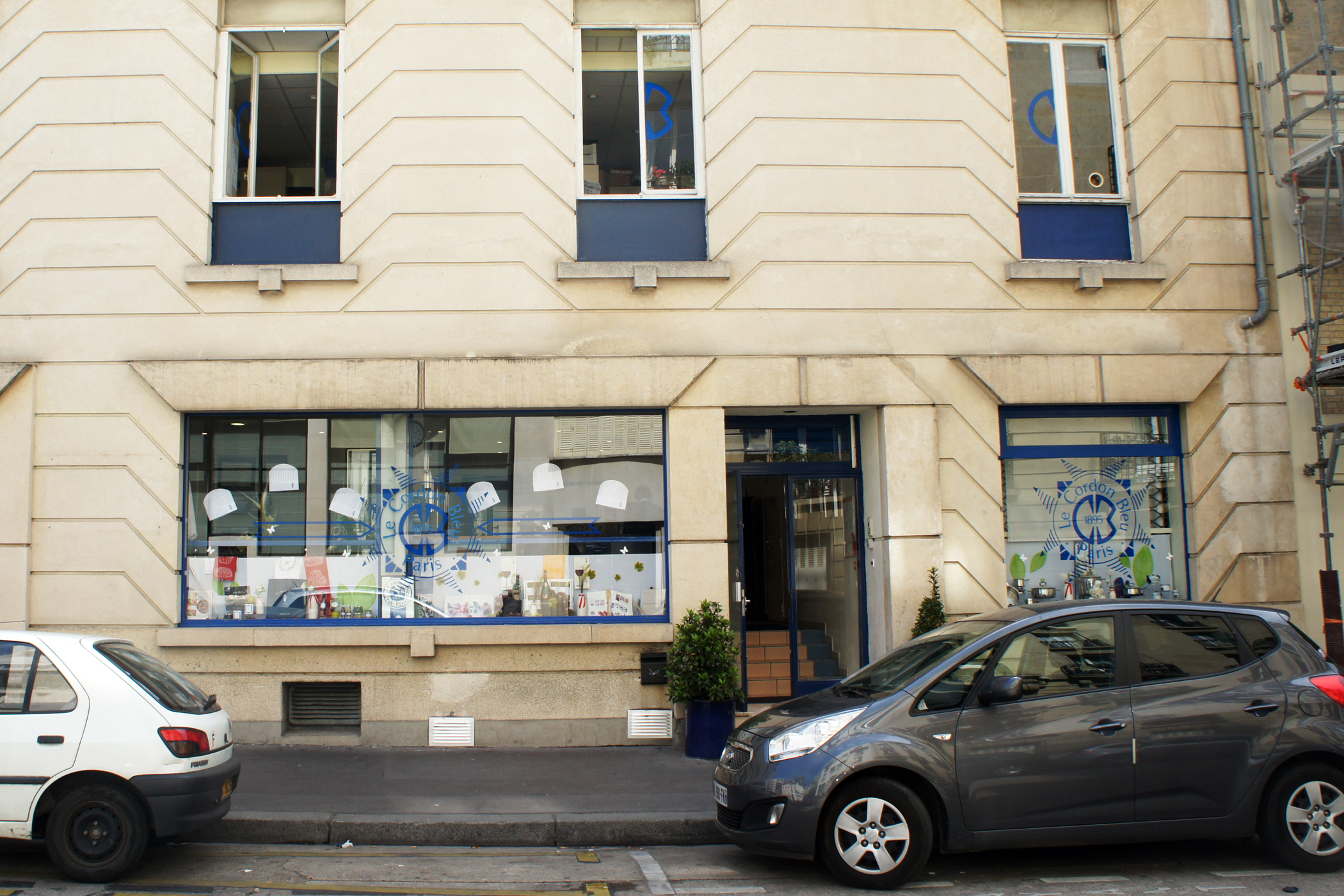
巴黎藍帶廚藝學校巴黎分校

早在16世纪，当法国国王亨利三世用圣灵勋章代表法国最高荣誉的时候，蓝带的荣誉就注定将随之载入史册。这枚勋章将圣灵十字架系在一条蓝色的丝带上，这条蓝色的丝带便是人们后来所熟知的蓝带。圣灵勋章所代表的荣耀以及在授勋仪式后法皇第一次将其融入美食的盛宴，使人们从此记住了这条“蓝带”并为之欢呼。
最早的蓝带学校于1895年在法国巴黎成立，其创始人是藍帶廚師的记者玛尔特·迪斯特尔和知名廚師亨利-保羅·佩拉普拉 。1896年1月14日，在蓝带学校举办的世界上第一场厨艺秀奠定了蓝带作为世界级厨艺学校的声誉。最开始人们只是希望通过这场在电炉上烹饪的厨艺秀推销蓝带杂志，并向世界宣告在巴黎有一所蓝带厨艺学校，却没想到蓝带的名声在这场厨艺秀过后变得家喻户晓了。随之而来的便是蓝带吸引了那些久负盛名的厨师前来教学，慕名而来的学员更是蜂拥而至，其中也不乏社会名流。在1950年，蓝带便接待了茱莉亞·蔡爾德。

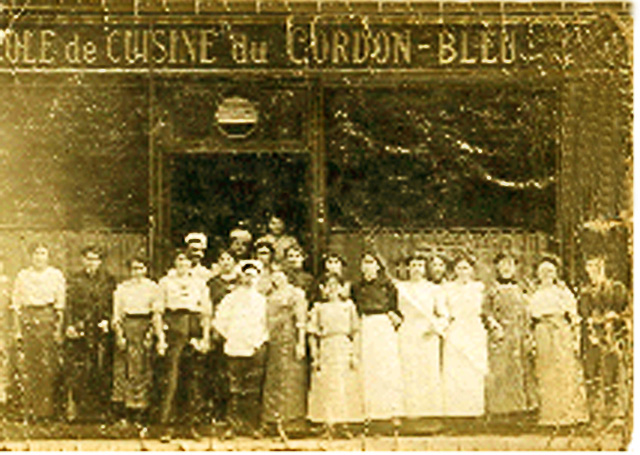
玛尔特·迪斯特尔、亨利-保羅·佩拉普拉和巴黎藍帶廚藝學校第一屆學生合影

今天的蓝带是一个横跨五大洲20个国家、拥有50所分校，并且每年培养2万多名学员的国际教育机构。蓝带学校的日常教学由顶级厨师担任，他们都来自于有米其林指南星级评定的餐厅，或者是在重大厨艺比赛中胜出的选手以及一些获得其它荣誉称号的厨艺大师，例如法國最著名的奖项之一法國最佳工匠獎。同时蓝带的大师们也都致力于将经典的法式烹饪方法和时尚的国际烹饪技巧传授给他们的学员。
2019年，藍帶國際學院與香港K11 MUSEA商場合作開辦短期課程，課程內容分為「西式烹飪」和「糕點甜品」兩大類。。
2020年，位於東京代官山的亞洲第一間藍帶校區，因不撃新冠狀肺炎造成的打擊，進而宣布倒閉，資遣員工並且關閉校區。

## 全球分校
- 蓝带厨艺餐旅学院 巴黎 （页面存档备份，存于）
- 蓝带厨艺餐旅学院 伦敦（页面存档备份，存于）
- 蓝带厨艺餐旅学院 马德里 （页面存档备份，存于）
- 蓝带厨艺餐旅学院 阿德雷德 （页面存档备份，存于）
- 蓝带厨艺餐旅学院 悉尼 （页面存档备份，存于）
- 蓝带厨艺餐旅学院 墨尔本 （页面存档备份，存于）
- 蓝带厨艺餐旅学院 东京 （已於2020年五月資遣員工倒產關閉） （页面存档备份，存于）
- 蓝带厨艺餐旅学院 神户 （已於2020年三月關閉） （页面存档备份，存于）
- 蓝带厨艺餐旅学院 韩国 （页面存档备份，存于）
- 蓝带厨艺餐旅学院 泰国 （页面存档备份，存于）
- 蓝带厨艺餐旅学院 新西兰
- 蓝带厨艺餐旅学院 渥太华 （页面存档备份，存于）
- 蓝带厨艺餐旅学院 墨西哥 （页面存档备份，存于）
- 蓝带厨艺餐旅学院 秘鲁 （页面存档备份，存于）
- 蓝带厨艺餐旅学院 美国 （页面存档备份，存于）
- 蓝带厨艺餐旅学院 马来西亚
- 蓝带厨艺餐旅学院 台湾 （页面存档备份，存于）
- 蓝带厨艺餐旅学院 上海 （页面存档备份，存于）
- 蓝带厨艺餐旅学院 土耳其
- 蓝带厨艺餐旅学院 印度

## 著名校友
- 蔡明昊
- 馬利歐·巴塔利
- 茱莉亞·蔡爾德
- Jeff Probst
- Judith Lynn Ferguson
- Kathleen Flinn
- Stephanie Izard
- Giada De Laurentiis
- Sandra Lee (cook)
- Dione Lucas
- 陳嵐舒
- 廚佛瑞德

## 外部連結
1. ↑  香港首個法國藍帶國際學院課程！尖沙咀K11 MUSEA上堂 極速半天課程獲獨家證書｜香港好去處